# Registre national des lieux historiques
National Register of Historic Places

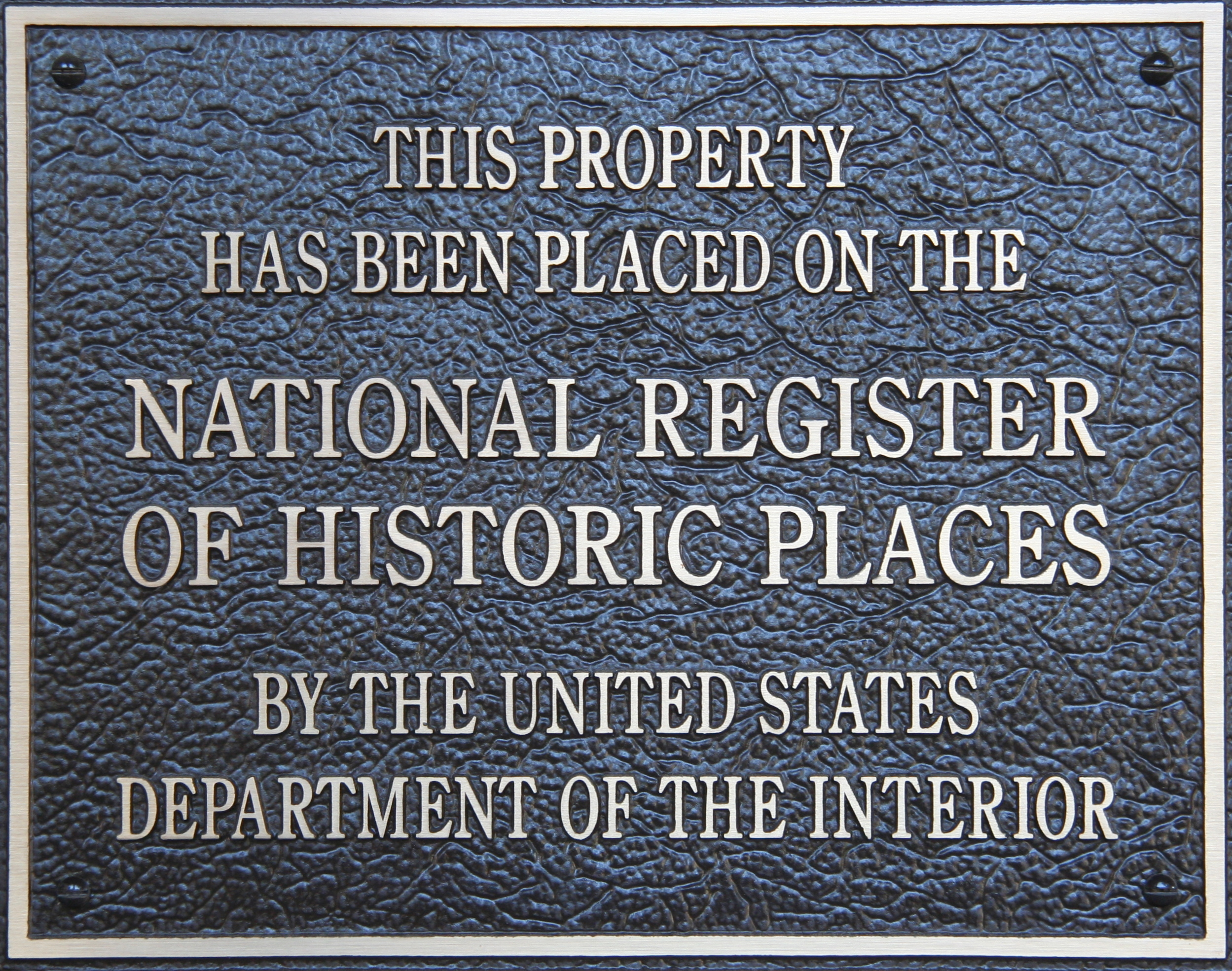
Une plaque typique se trouvant sur les propriétés listées du Registre national des lieux historiques.

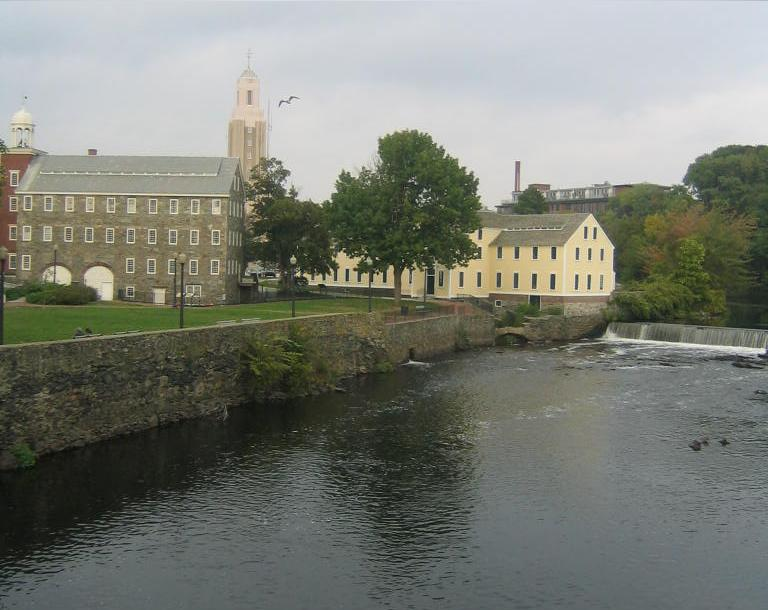
, un district historique à Pawtucket, a été la première propriété listée dans le Registre national le 13 novembre 1966.

Le Registre national des lieux historiques (en anglais : National Register of Historic Places, ou NRHP) est l'établissement officiel placé sous la tutelle du gouvernement fédéral des États-Unis qui conserve, restaure, gère, anime et ouvre à la visite l'ensemble des monuments (districts, lieux, objets et structures) au niveau fédéral. Il est créé en 1966 par vote de la National Historic Preservation Act (en) (NHPA, Loi nationale sur la conservation des sites historiques).

## Historique et présentation

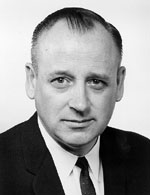
George B. Hartzog, Jr., directeur du National Park Service du 8 janvier 1964 au 31 décembre 1972.

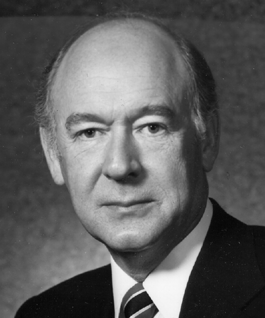
Secrétaire d'État à l'Intérieur (1977–1981) Cecil D. Andrus en 1978.

Le 15 octobre 1966,,, le Historic Preservation Act crée le Registre national des lieux historiques et les State Historic Preservation Offices (SHPO). Au départ, le Registre national se compose du National Historic Landmark avant la création du registre, ainsi que d'autres sites historiques dans le réseau du National Park Service.
Le passage de la loi, qui a été modifiée en 1980 et en 1992, a montré pour la première fois que les États-Unis avaient une politique, de préservation historique à grande échelle. Le National Historic Preservation Act de 1966 exigeait que ces organismes travaillent en collaboration avec le SHPO et une agence fédérale indépendante, le Advisory Council on Historic Preservation (en) (ACHP), pour faire face aux effets néfastes des activités du gouvernement fédéral sur la préservation historique.
Le Registre national des lieux historiques a pratiquement toujours été géré par le National Park Service (NPS) qui lui-même dépend du département de l'Intérieur des États-Unis. Son but est d'aider les propriétaires et les associations, telles que le National Trust for Historic Preservation, à coordonner, identifier et protéger les sites historiques des États-Unis. Bien que l'inscription sur la liste du Registre national soit en elle-même surtout symbolique, elle permet néanmoins d'accorder quelques subventions aux propriétaires des lieux, l'inscription permettant fréquemment l'application de lois municipales dépendant de ce statut.

## Exemples
- James M. Nederlander Theatre, à Chicago, un exemple de théâtre.
- Park Theatre, à Estes Park, un exemple de cinéma.
- Mancos Opera House, à Mancos, un exemple d'opéra.
- Antiquarian Hall, à Worcester, dans le Massachusetts, un exemple de bibliothèque.
- Hôtel Blackhawk, à Davenport, en Iowa.
- Maison de Lydia Pinkham, à Lynn, au Massachusetts.
- Martin Luther King, Jr. National Historical Park, à Atlanta.
- Maison de la sorcière (Salem), maison du XVIIe siècle.
- Allen Welton House, un exemple de maison.
- Chapelle de la Congrégation, à Mobile (Alabama), un exemple de chapelle.
- Tolson's Chapel and School à Sharpsburg dans le Maryland, un exemple de chapelle et d'école.
- Elwha Campground Community Kitchen, un exemple de kiosque.
- Cimetière Lafayette n ° 1, à La Nouvelle-Orléans, exemple de cimetière.
- Chapelle Saint-Nicolas d'Ekuk, en Alaska.
- Église de Kaumakapili, à Honolulu (Hawaï).
- Temple maçonnique de Rapid City (Dakota du Sud).
- Le Camlin Hotel, hôtel historique du centre-ville de Seattle, dans l'État de Washington.
- 4 Lazy F Dude Ranch, un exemple de ranch hôtelier (Wyoming).
- La North Rim Road, dans le comté de Montrose, au Colorado, un exemple de route.
- L'Islesford Historical Museum and Blue Duck Ships Store, un exemple de musée.
- La Thirty-Fifth Parallel Route, un exemple d'ancienne piste à chariots.
- Le pont des Chutes Narada, un exemple de pont.
- Pere Marquette 1225, un exemple de locomotive.
- Hercules and Coach No. 2, un exemple de train.
- Little Chief, un exemple de bateau.
- Nuestra Señora del Populo, un exemple d'épave.
- Phare de Passage Island, un exemple de phare.
- Barnegat (LV-79), un exemple de bateau-phare.
- Trans-Canyon Telephone Line, un exemple de ligne téléphonique.
- Lock Tender's House and Inn, un exemple de maison éclusière.
- Stumpy Basin, un exemple de bassin de canal.
- 203 East 29th Street, une des dernières maisons en bois de l'Île de Manhattan.
- Bosque County Courthouse, un exemple de palais de justice.
- Cold Springs School, un exemple d'école.
- Oak Hill High School, un exemple de high school.
- Villines Mill, un exemple de moulin à eau.
- L'Ax Billy Department Store, à Eugene (Oregon), un exemple de grand magasin.
- L'Acme Farm Supply Building et le Waimalu Shopping Center, deux exemples de bâtiment commercial.
- Le Bâtiment de l'usine Welch n ° 1, un exemple d'usine.
- High Pumping Station, un exemple de station de pompage.
- Water Reclamation Plant, un exemple de station d'épuration.
- filature historique de Jillson Mills (Connecticut)
- Le Bartlett Real Estate Office et l'American Institute of Pharmacy Building, exemples d'immeuble de bureaux.
- Gare Union de Durand, un exemple de gare ferroviaire.
- District historique de Railroad Addition.
- Arboretum de l'université du Wisconsin, un exemple d'arboretum.
- Grant Park, un exemple de parc municipal.
- Gracia Real de Santa Teresa de Mose, un exemple de parc historique.
- Parc d'État Highlands Hammock, un exemple de parc d'État.
- Dinosaur Park, un exemple de parc de sculptures.
- Good Fellow Club Youth Camp, un exemple de parc de vacances et de loisirs.
- Blackrock Springs Site, un exemple de site archéologique.
- La Cunningham Cabin, les Bearwallow Mountain Lookout Cabins and Shed et la Kendrick Lookout Cabin, trois exemples de cabanes.
- Le Pullman National Historical Park, un exemple de ville nouvelle.
- Messer Barn et Jared L. Brush Barn, deux exemples de grange.
- El Tovar Stables, un exemple d'écuries.
- The Brinkerhoff, un exemple de lodge.
- Le Cathedral Valley Corral, un exemple de corral.
- La Cliffs Ranger Station et la Upper Toklat River Cabin No. 24, deux exemples de stations de rangers).
- L'Assateague Beach Coast Guard Station, un exemple de station de garde-côtes.
- Great Blue Hill Observation Tower, un exemple de tour d'observation.
- Kantishna Roadhouse, un exemple de relais routier.
- Sinclair Service Station , un exemple de station-service.
- String Lake Comfort Station, un exemple de toilettes publiques.
- Cave Springs Cowboy Camp, un exemple de campement.
- Abri Gunsight Pass, un exemple de refuge de montagne.
- Camp Manatoc Dining Hall, un exemple de salle à manger.
- Wassillie Trefon Dena'ina Fish Cache, un exemple de garde-manger.
- Cherry Springs Picnic Pavilion, un exemple d'abri de pique-nique.
- Beaver Creek Rockshelter, un exemple d'abri sous roche.
- Colossal Cavern Entrance, un exemple d'entrée de grotte.
- Painted Grotto, un exemple de grotte.
- Dead River Dike, un exemple de digue.
- Grandview Mine, un exemple de mine.
- Gold Mine Sites, un exemple d'infrastructure minière.
- Cable Mountain Draw Works, un exemple de système de transport par câble.
- Civilian Conservation Corps Powder Magazine, un exemple de poudrière.
- Nike Missile Site HM-69, un exemple de site de lancement de missiles.
- Saddlehorn Utility, un exemple d'entrepôt de service public.
- Mausolée Landry, un exemple de tombeau.
- Tumulus de l'île de Lake Ridge, plusieurs exemples de tumulus autochtones.
- Harvest Scene Pictograph, un exemple de pictogramme ancien.
- Kolb Brothers "Cat Camp" Inscription, un exemple d'inscription lapidaire.
- Walker Sisters' Place, un exemple d'exploitation agricole.
- Plantation de Borough House, un exemple de plantation.
- Neck and Cabin Springs Grazing Area, un exemple d'aire de pâturage.
- Indian Grove, un exemple de bosquet.
- Gorge Hydroelectric Power Plants, un exemple de centrale électrique.
- Painted Desert Petroglyphs and Ruins Archeological District, un exemple de pétroglyphes.
- Le Caesars Superdome à La Nouvelle-Orléans, un exemple de stade de football américain.
- Whiteside, Barnett and Co. Agricultural Works, complexe d'usine et d'entrepôt historique à Brockport dans le comté de Monroe, un exemple de bâtiment industriel représentatif du brownstone.
- First Baptist Church à Flagstaff en Arizona, un exemple de temple protestant.
- La liste de tours de guet aux États-Unis indique pour nombre d'entre elles leur date d'inscription au Registre.
- L'Amphithéâtre grec de l'université de Magnolia, en Arkansas, un exemple de théâtre grec.
- La Plantation Whitney, en Louisiane, un exemple de plantation coloniale française.
- L'American Gothic House, à Eldon (Iowa)
- Le Manoir Clemuel Ricketts, dans le comté de Sullivan (Pennsylvanie).

## Source
- (en) Cet article est partiellement ou en totalité issu de l’article de Wikipédia en anglais intitulé « National Register of Historic Places » (voir la liste des auteurs).